# Barlow (Kentucky)
Barlow es una ciudad ubicada en el condado de Ballard en el estado estadounidense de Kentucky. En el Censo de 2010 tenía una población de 675 habitantes y una densidad poblacional de 521,24 personas por km².

## Geografía
Barlow se encuentra ubicada en las coordenadas 37°3′7″N 89°2′41″O / 37.05194, -89.04472. Según la Oficina del Censo de los Estados Unidos, Barlow tiene una superficie total de 1.29 km², de la cual 1.29 km² corresponden a tierra firme y (0%) 0 km² es agua.

## Demografía
Según el censo de 2010, había 675 personas residiendo en Barlow. La densidad de población era de 521,24 hab./km². De los 675 habitantes, Barlow estaba compuesto por el 91.85% blancos, el 4% eran afroamericanos, el 0% eran amerindios, el 0.15% eran asiáticos, el 0% eran isleños del Pacífico, el 0.44% eran de otras razas y el 3.56% pertenecían a dos o más razas. Del total de la población el 1.33% eran hispanos o latinos de cualquier raza.